# Jerzy Kołacki
Jerzy Józef Kołacki – polski historyk, dr hab. nauk humanistycznych, profesor nadzwyczajny Instytutu Historii Wydziału Historii Uniwersytetu im. Adama Mickiewicza w Poznaniu.

## Życiorys
7 lutego 1994 obronił pracę doktorską Organizacja wypędzonych w Republice Federalnej Niemiec wobec procesu normalizacji w stosunkach wzajemnych między RFN a PRL w latach 1969-1976, 5 listopada 2012  habilitował się na podstawie pracy zatytułowanej Bolesne miejsca historii. "Wypędzenia" i "wypędzeni" w polskim piśmiennictwie naukowym w latach 1945-2005. Otrzymał nominację profesorską. Został zatrudniony na stanowisku adiunkta w Instytucie Historii na Wydziale Historii Uniwersytetu im. Adama Mickiewicza.
Pełni funkcję profesora nadzwyczajnego Instytutu Historii Wydziału Historii Uniwersytetu im. Adama Mickiewicza w Poznaniu.